# Butter Again
Butter Again è un cortometraggio muto del 1918 diretto da Allen Curtis.

## Produzione
Il film fu prodotto dalla Nestor Film Company

## Distribuzione
Distribuito dall'Universal Film Manufacturing Company, il film - un cortometraggio in due bobine - uscì nelle sale cinematografiche USA il 10 giugno 1918.